# Lista filmelor artistice românești din perioada 1911–1947
Lista poate fi incompletă și nu conține filmele documentare sau de actualități realizate în această perioadă. Filmele aflate în această listă au fost românești, coproducții sau dublate în românește. De asemenea, aceasta se bazează pe cercetările și memoriile lui Jean Mihail, Marioara Voiculescu, Jean Georgescu și Tudor Caranfil, precum și pe studiile A.N.F. Pe cât posibil, au fost indicați anii premierelor, iar în caz contrar pe cei ai filmărilor (0-2 ani înaintea primei proiecții).
Încă de la începutul cercetărilor s-au identificat un număr de 84 de filme artistice (dintre care 12 realizate în 1913 de compania Marioarei Voiculescu), 11 filme de animație (notate aici cu D.A.) realizate cu certitudine și fragmente aparținând altor peste 70 de benzi (unele pentru reclame). 
| Anul | Titlul                                                            | Regizorul                                   | Situație actuală                          |
| ---- | ----------------------------------------------------------------- | ------------------------------------------- | ----------------------------------------- |
| 1910 | Scurtmetraj cu V. Eftimiu și Ar. Romanescu                        | ?                                           | Pierdut                                   |
| 1911 | Amor fatal (teatru cinematografic)                                | Grigore Brezeanu                            | Pierdut                                   |
| 1911 | Înșir'te mărgărite (teatru cinematografic)                        | Grigore Brezeanu și Aristide Demetriade     | Fotografii                                |
| 1911 | Războiul de la 1877-1878, Româno-Turc                             | Zaharovici                                  | Cenzurat și distrus de autorități în 1912 |
| 1913 | Comoara furată                                                    | Nick Winter                                 | Pierdut                                   |
| 1912 | Independența României                                             | Aristide Demetriade și/sau Grigore Brezeanu | Lipsesc cca. 20 minute                    |
| 1912 | Păpușa (teatru cinematografic)                                    | Nora Marinescu                              | Pierdut                                   |
| 1913 | Culesul viilor (film publicitar cu o parte „jucată”)              | Gheorghe Ionescu                            | Pierdut                                   |
| 1913 | Scheci cu Jack Bill                                               | Aristide Demetriade                         | Pierdut                                   |
| 1913 | Oțelul răzbună                                                    | Aristide Demetriade                         | Doar 1 minut                              |
| 1913 | Joffre la Mizil                                                   | ?                                           | Doar 1 minut                              |
| 1913 | Amorurile unei prințese (Fedora?)                                 | Marioara Voiculescu                         | Pierdut                                   |
| 1913 | Răzbunarea                                                        | Haralamb Lecca                              | Pierdut                                   |
| 1913 | Un leac pentru soacre                                             | Vladimir Maximilian                         | Pierdut                                   |
| 1913 | Urgia cerească                                                    | Constantin Radovici                         | Pierdut                                   |
| 1913 | Bastard                                                           | Constantin Radovici                         | Pierdut                                   |
| 1913 | Iulian în creațiunile sale de mahala (O horă la țară)             | ?                                           | Pierdut                                   |
| 1913 | Trădător fără voie (Crimele hipnotismului)                        | Pierre d'Allik                              | Pierdut                                   |
| 1913 | Fiica de pescar                                                   | Marioara Voiculescu                         | Pierdut                                   |
| 1913 | Remușcarea                                                        | Marioara Voiculescu                         | Pierdut                                   |
| 1913 | Studentul                                                         | Marioara Voiculescu                         | Pierdut                                   |
| 1913 | Zăpăcilă se însoară                                               | Marioara Voiculescu                         | Pierdut                                   |
| 1913 | Voiaj pe Dunăre                                                   | Marioara Voiculescu                         | Pierdut                                   |
| 1913 | Ghinionul                                                         | ?                                           | Pierdut                                   |
| 1914 | Cetatea Neamțului                                                 | Emil Gârleanu                               | Fotografii?                               |
| 1914 | Spionul                                                           | Marioara Voiculescu și Constantin Radovici  | Pierdut                                   |
| 1914 | Dragoste la mănăstire (Două altare)                               | G. Georgescu                                | Pierdut                                   |
| 1915 | Viorica                                                           | Marioara Voiculescu și Constantin Radovici  | Pierdut                                   |
| 1915 | Detectivul                                                        | Marioara Voiculescu și Constantin Radovici  | Pierdut                                   |
| 1915 | Din viața lui Păcală                                              | Ludovic Ressel                              | Pierdut                                   |
| 1915 | Scheciul Bodescu - Hopkins                                        | ?                                           | Pierdut                                   |
| 1915 | Scheciuri cu Nitto-Jo                                             | ?                                           | Pierdut                                   |
| 1916 | Dragoste de marinar                                               | Marioara Voiculescu și Constantin Radovici  | Pierdut                                   |
| 1917 | Cei doi Bărcănești                                                | Ludovic Ressel                              | Pierdut                                   |
| 1919 | Student în medicină sau perla în noroi                            | Eugen Jancovics                             | Pierdut                                   |
| 1920 | Pe valurile fericirii                                             | Dolly A. Sigetti                            | Pierdut                                   |
| 1920 | Din grozăviile lumii                                              | Eugen Jancovics                             | Pierdut                                   |
| 1920 | Cele două orfeline                                                | Eugen Jancovics                             | Pierdut                                   |
| 1921 | Păcală pe Lună (D.A.)                                             | Aurel Petrescu                              | Fotografii                                |
| 1922 | Vânătorul de dolari                                               | Coloman Perenyi                             | Pierdut                                   |
| 1923 | Țigăncușa de la iatac                                             | Alfred Halm (asistent Jean Mihail)          | Fotografii                                |
| 1923 | D-ale zilei I (D.A.)                                              | Aurel Petrescu                              | Fotografii                                |
| 1923 | D-ale zilei II (D.A.)                                             | Aurel Petrescu                              | Fotografii                                |
| 1923 | Bărbosul                                                          | Geza Salgo                                  | Pierdut                                   |
| 1924 | Păcat                                                             | Jean Mihail                                 | Câteva fragmente                          |
| 1924 | Manasse                                                           | Jean Mihail                                 | Întreg                                    |
| 1924 | Peripețiile călătoriei lui Rigadin de la Paris la București       | Eftimie Vasilescu                           | Pierdut                                   |
| 1924 | Milionar pentru o zi                                              | Jean Georgescu                              | Fotografii                                |
| 1925 | Năbădăile Cleopatrei                                              | Ion Șahighian                               | Fotografii                                |
| 1925 | Păcală amorezat (D.A.)                                            | Aurel Petrescu                              | Fotografii                                |
| 1925 | Datorie și sacrificiu                                             | Ion Șahighian                               | Întreg                                    |
| 1925 | Legenda celor două cruci                                          | Ghiță Popescu                               | Fotografii                                |
| 1925 | Coana Sița a lui Nea Nae parlagiul                                | Emil Bobescu                                | Pierdut                                   |
| 1920 | Allo, America!                                                    | Ladislau Grof și Elemer Heteny              | Pierdut                                   |
| 1926 | Motanul în lună (D.A.)                                            | Aurel Petrescu                              | Fotografii                                |
| 1926 | Păcală și Tândală la București                                    | Aurel Petrescu                              | Fotografii                                |
| 1926 | D-ale zilei III: Politică-Modă-Finanțe-Import-Export (D.A.)       | Aurel Petrescu                              | Fotografii                                |
| 1926 | Cererea în căsătorie                                              | Jean Mihail                                 | Fotografii?                               |
| 1926 | Dinu și Rodica (nedifuzat?)                                       | Aurel Petrescu                              | Pierdut                                   |
| 1926 | Jandarmii                                                         | Aurel Petrescu                              | Pierdut                                   |
| 1927 | Iadeș                                                             | Horia Igiroșanu                             | Fotografii                                |
| 1927 | Vitejii neamului                                                  | Ghiță Popescu                               | Fotografii                                |
| 1927 | Lia                                                               | Jean Mihail                                 | Întreg                                    |
| 1927 | Năpasta                                                           | Ghiță Popescu                               | Fotografii                                |
| 1927 | Ginere fără voie                                                  | George Theodorescu și Jean Vulpescu         | Fotografii                                |
| 1927 | Nea Ghiță Cocoloș la Moși                                         | Horia Igiroșanu                             | Pierdut                                   |
| 1927 | D-ale zilei IV (D.A.)                                             | Aurel Petrescu                              | Fotografii                                |
| 1927 | Proverbe ilustrate (D.A.)                                         | Aurel Petrescu                              | Fotografii                                |
| 1927 | Capete, figuri politice (D.A.)                                    | Aurel Petrescu                              | Fotografii                                |
| 1927 | Bărbatul de la Adam până astăzi (D.A.)                            | Aurel Petrescu                              | Fotografii                                |
| 1927 | Femeia de la Eva până în zilele noastre (D.A.)                    | Aurel Petrescu                              | Fotografii                                |
| 1927 | Haplea (D.A.)                                                     | Marin Iorda                                 | Întreg                                    |
| 1927 | Drumul iertării                                                   | Fernand Gabriel Roșca                       | Pierdut                                   |
| 1927 | Strigoii                                                          | Dimitrie Mărculescu                         | Pierdut                                   |
| 1928 | Lache în harem                                                    | Marcel Blossoms și Micu Kellerman           | Întreg                                    |
| 1928 | Vagabonzii de la Cărăbuș                                          | Eftimie Vasilescu și Ion Cosma              | Fotografii                                |
| 1928 | Iancu Jianu                                                       | Horia Igiroșanu                             | Fotografii                                |
| 1928 | Povara                                                            | Jean Mihail                                 | Fotografii                                |
| 1928 | Simfonia Dragostei                                                | Ion Șahighian                               | Fotografii                                |
| 1928 | Maiorul Mura                                                      | Ion Timuș                                   | Întreg                                    |
| 1928 | Așa e viața                                                       | Marin Iorda                                 | Întreg                                    |
| 1929 | Poveste de iubire                                                 | Jean Georgescu                              | ?                                         |
| 1929 | Război fără arme                                                  | Jean Georgescu                              | ?                                         |
| 1929 | Haiducii                                                          | Horia Igiroșanu                             | Întreg                                    |
| 1929 | Venea o moară pe Siret                                            | Martin Berger                               | Pierdut                                   |
| 1929 | Piatra lui Osman (neterminat)                                     | actorii și-au făcut regia singuri           | Întreg (atât cât este)                    |
| 1929 | Guguță la Ștrand                                                  | Marcel Blossoms                             | Fotografii?                               |
| 1929 | Gogulică C.F.R. (neterminat)                                      | Cornel Dumitrescu                           | Întreg (nemontat)                         |
| 1929 | Nani                                                              | ?                                           | Pierdut                                   |
| 1930 | Viața începe mâine                                                | Jean Mihail                                 | Pierdut                                   |
| 1930 | Parada Paramount                                                  | Charles de Rochefort                        | Întreg? (dar nu versiunea românească)     |
| 1930 | Ciuleandra                                                        | Martin Berger                               | Pierdut                                   |
| 1930 | Ecaterina Teodoroiu                                               | Niculescu Brumă                             | Fotografii                                |
| 1930 | Leiba Zibal dupa O făclie de Paști de I.L. Caragiale (neterminat) | Ion Brună și A. Ștefănescu                  | Întreg (atât cât este)                    |
| 1931 | Fum                                                               | ?                                           | Pierdut                                   |
| 1931 | Ciocoii (Cântecul străinului)                                     | Horia Igiroșanu                             | Fotografii                                |
| 1931 | Chemarea dragostei                                                | Jean Mihail                                 | Fotografii                                |
| 1931 | Monologul lui Păcală                                              | ?                                           | Pierdut                                   |
| 1931 | Televiziune (Ce va fi mâine)                                      | Jack Salvadori                              | Pierdut                                   |
| 1931 | Aur (Cântecul zorilor) (neterminat)                               | Jean Mihail                                 | Fotografii                                |
| 1932 | Țara amorului (România, țara dragostei)                           | Peitavy de Faugères                         | Fotografii                                |
| 1932 | Visul lui Tănase                                                  | Constantin Tănase și Bernd Aldor            | Întreg                                    |
| 1933 | Prima dragoste (Marie)                                            | Jean Mihail                                 | Fotografii                                |
| 1933 | Trenul fantomă                                                    | Jean Mihail                                 | Întreg                                    |
| 1934 | Insula Șerpilor                                                   | Horia Igiroșanu                             | Fotografii                                |
| 1934 | Bing-Bang                                                         | Nicolae Stroe și Vasile Vasilache           | Întreg                                    |
| 1934 | Suflete în furtună                                                | ?                                           | Fotografii                                |
| 1934 | State la București (Alcazar)                                      | Ion Șahighian                               | Fotografii                                |
| 1937 | Doamna de la etajul II                                            | Dezideriu Major                             | Pierdut                                   |
| 1939 | O noapte de pomină                                                | Ion Șahighian                               | Întreg                                    |
| 1939 | Se aprind făcliile                                                | Ion Șahighian                               | Fotografii                                |
| 1939 | Poveste tristă                                                    | Cornel Dumitrescu                           | Fotografii?                               |
| 1941 | Focuri sub zăpadă (neterminat)                                    | Marin Iorda                                 | Întreg?                                   |
| 1942 | O noapte furtunoasă                                               | Jean Georgescu                              | Întreg                                    |
| 1942 | Ziua cumpătării                                                   | Jean Georgescu                              | Întreg?                                   |
| 1942 | Odessa în flăcări                                                 | coproducție româno-italiană                 | Întreg                                    |
| 1943 | Escadrila albă                                                    | Ion Sava                                    | Pierdut?                                  |
| 1943 | Răbdare, Tănase!                                                  | Constantin Tănase?                          | Pierdut?                                  |
| 1945 | Cetatea fermecată                                                 | Marin Iorda                                 | ?                                         |
| 1946 | Visul unei nopți de iarnă                                         | Jean Georgescu                              | Aproape întreg                            |
| 1946 | Alo, București!                                                   | Alexandru Botez                             | Pierdut?                                  |
| 1946 | Furtul din Arizona                                                | Mircea Botez                                | Pierdut?                                  |
| 1946 | Două lumi și o dragoste                                           | Viktor Gertler                              | ?                                         |
| 1946 | Pădurea îndrăgostiților                                           | Cornel Dumitrescu                           | Întreg                                    |
| 1946 | Pățania lui Ion (Poveste tristă, dar adevărată) (D.A.)            | Jean Moraru                                 | ?                                         |